# Роджер Рану
Роджер Рану, народився 26 жовтня 1921 року в Ла-Вільєдьє в Дордоні, помер 9 липня 2015 року в Сен-Астьє в тому ж департаменті, був французьким політиком.
Під час Другої світової війни брав участь в опорі під іменем «Геркуль» і став начальником департаменту внутрішніх сил Франції в Дордоні. 
Його прозвали Геркулесом через великі розміри, оскільки він був майже 1,90 м.
У листопаді 1943 року він очолив першу групу Francs-tireurs et partisans français (FTPF) у Дордоні, став одним із головних посадових осіб FTP, а потім, у серпні 1944 року, одним із двох керівників департаментів FFI. У Дордоні він керував публікацією La Voix de la Résistance.
З 1947 по 1952 рік він був федеральним секретарем Комуністичної партії Франції в Дордоні. Він був обраний депутатом на парламентських виборах у січні 1956 року, де він був другим у списку після депутата Іва Перона, якого він уже добре знав із Опору. Він балотувався на наступних виборах 1958, 1962 та 1967 років, які провалив.
Роже Рану отримав відзнаку офіцера ордена Почесного легіону в 2002 році з рук іншого великого противника і визволителя, колишнього мера Періге Іва Гена. 